# Lo scopone scientifico
Lo scopone scientifico és una pel·lícula de comèdia italiana del 1972 dirigida per Luigi Comencini amb guió de Rodolfo Senego. Considerada l'exponent de la commedia all'italiana. Ha estat integrada, com a pel·lícula representativa, en la llista de les 100 film italiani da salvare.

## Sinopsi
Una anciana americana rica viatja cada any a Roma amb el seu xofer George per jugar al joc de cartes scopone amb el desvalgut Peppino i la seva dona Antonia. L'escenari anual es manté inalterable: dona les participacions inicials perquè puguin jugar i, finalment, guanya el joc, trencant el somni de la parella d’obtenir una victòria i millorar la seva sort a la vida. Finalment, la seva filla Cleòpatra busca venjança en nom dels seus pares.

## Repartiment
- Bette Davis - Anciana americana
- Joseph Cotten - George
- Alberto Sordi - Peppino
- Silvana Mangano - Antonia
- Antonella Demaggi - Cleopatra
- Mario Carotenuto - El Professor
- Domenico Modugno - Righetto